# زاك بين
زاك بين (بالإنجليزية: Zak Penn)‏ (و. 1968  م) هو كاتب سيناريو، ومخرج أفلام، ومنتج أفلام، وممثل أفلام أمريكي، ولد في نيويورك.

## التعليم
تعلم في جامعة ويسليان.

## وصلات خارجية
- زاك بين على موقع IMDb (الإنجليزية)
- زاك بين على موقع روتن توميتوز (الإنجليزية)
- زاك بين على موقع ألو سيني (الفرنسية)
- زاك بين على موقع أول موفي (الإنجليزية)
- زاك بين على موقع بوكس أوفيس موجو (الإنجليزية)
- زاك بين على موقع قاعدة بيانات الأفلام السويدية (السويدية)
- زاك بين على موقع قاعدة بيانات الفيلم (الإنجليزية)
- زاك بين على موقع كينوبويسك (الروسية)